# 征蕃役戰死病歿忠魂碑
石門忠魂碑，全名征蕃役戰死病歿忠魂碑，是位於台灣屏東縣車城鄉，為紀念牡丹社事件與原住民交戰而戰死或病死之547位日軍的忠魂碑，已於2011年登錄屏東縣歷史建築。

## 歷史

### 建造背景
1871年，因八瑤灣事件中，54名琉球人誤闖排灣族領地，被當地部落視為入侵者而出草為由，在時任台灣蕃地事務都督西鄉從道的領導下，於5月12日率領日軍出兵於射寮登陸，在5月22日石門攻擊以牡丹社為主的原住民部落後，隨後在則在龜山（今車城鄉國立海洋生物博物館附近）長期駐紮，清帝國對此隨即提出抗議。最終日軍因感染熱病而死亡超過五百人，又耗費六百萬圓以上的鉅額軍費，因此日本政府透過外交手段與清帝國和解，並在該年十一月撤兵。史稱為「牡丹社事件」或「台灣出兵」。

### 日治時期
臺灣在1895年10月因《馬關條約》割讓予日本，為了擴大紀念日本領台四十年，在1935年7月7日通過建立西鄉都督遺蹟紀念碑記念碑以茲紀念。其中忠魂碑設置在西鄉都督遺蹟紀念碑另一山坡一側，並一同在1936年3月13日完工，同月15日舉行除幕式啟用。在除幕式當日，出席者有西郷從德（西鄉從道之子）、總督府總務長官平塚廣義、總督官房法務課長山本真平、鈴木理蕃課長、技師井手薰、臺灣軍參謀長荻洲立兵、臺南州知事藤田傊治郎、高雄州知事內海忠司等一百多人列席參加，其中忠魂碑三字是由時任台灣軍司令官柳川平助題字。

## 形式設計
當前原碑已毀損，僅保留「碑」以下之石碑遺構，基座則保存完好，然而基座碑文則被刨去，並在近年遷建於西鄉都督遺蹟紀念碑附近，共同形構石門古戰場的歷史文化景觀。

## 外部連結
- 征蕃役戰死病歿忠魂碑- 文化部iCulture-文化空間 （页面存档备份，存于）